# رهاب الإسلام في حزب المحافظين في المملكة المتحدة
الخوف من الإسلام في المملكة المتحدة حزب المحافظين (بالإنجليزية: Islamophobia in the UK Conservative Party (2016–present))‏ وردت ادعاءات في القرن 21 وتزايد تحت رئاسة الوزراء ديفيد كاميرون وتيريزا ماي، وشملت هذه الادعاءات كبار السياسيين، على كل من الجناحين «الليبراليين» و «المحافظين» للحزب، مثل بوب بلكمان، وبوريس جونسون، ومايكل غوف، وزاك جولد سميث. وقالت البارونة سعيدة وارسي، الرئيسة المشاركة السابقة لحزب المحافظين، في عام 2018 إن التحيز ضد المسلمين «سمم» الحزب ودعت زعيم الحزب تيريزا ماي إلى إدانته، بحجة أنها قضت أكثر من عامين في محاولة ولكنها فشلت في الحصول على قادة الحزب المتعاقبين لمعالجة مشكلة رهاب الإسلام، وقد رحب العديد من أعضاء الحزب الإسلامي الذين تحدثوا إلى وسائل الإعلام دون الكشف عن هويتهم بسبب الخوف من رد الفعل من تعليقات وارسي، وقالوا إنهم يشعرون أن القضية قد تم تهميشها داخل الحزب.
في عام 2018 أصدر المجلس الإسلامي البريطاني (MCB) العديد من الدعوات لإجراء تحقيق مستقل في كراهية الإسلام في الحزب، وقد دعمت هذه الدعوات البارونة وارسي وبارون محمد الشيخ ومحمد أمين من منتدى المسلمين المحافظين، بالإضافة إلى 350 مسجدًا و 11 منظمة مظلة في جميع أنحاء المملكة المتحدة.

## حملات البلدية
في عام 2016 واجه حزب المحافظين البريطاني انتقادات بسبب إدارته لكره زآيس سميث سميث المفترض برهاب الإسلام لصالح عمدة لندن. استخدم رئيس الوزراء ديفيد كاميرون الامتياز البرلماني لربط خانبسليمان غاني، الذي زعم كاميرون أنه مؤيد لدولة تنظيم الدولة الإسلامية الإرهابية. كان غاني في الواقع مؤيدًا محافظًا عارض المجموعة الإرهابية، وبدلاً من ذلك كان مؤيدًا لدولة إسلامية (أي دولة تقوم على مبادئ إسلامية)، واعتذر كاميرون فيما بعد عن هذا الخطأ، واعتذر وزير الدفاع السابق مايكل فالون ودفع تعويضات عن تصريحات مماثلة حول جاني. أدان المحافظون الكبار غولدسميث، بمن فيهم البارونة وارسي، والمستشار السابق كين كلارك، وأندرو بوف، زعيم مجموعة المحافظين في مجلس لندن الكبرى لرسمه منافسه مسلم صادق خان كمتطرف ومخاطر على أمن المملكة المتحدة. وقال مجلس مسلمي بريطانيا (MCB) أن الحملة كانت مثالا على «صافرة الكلب ضد صافرة الكلب».

## اتهامات أخرى ضد أعضاء البرلمان البريطاني

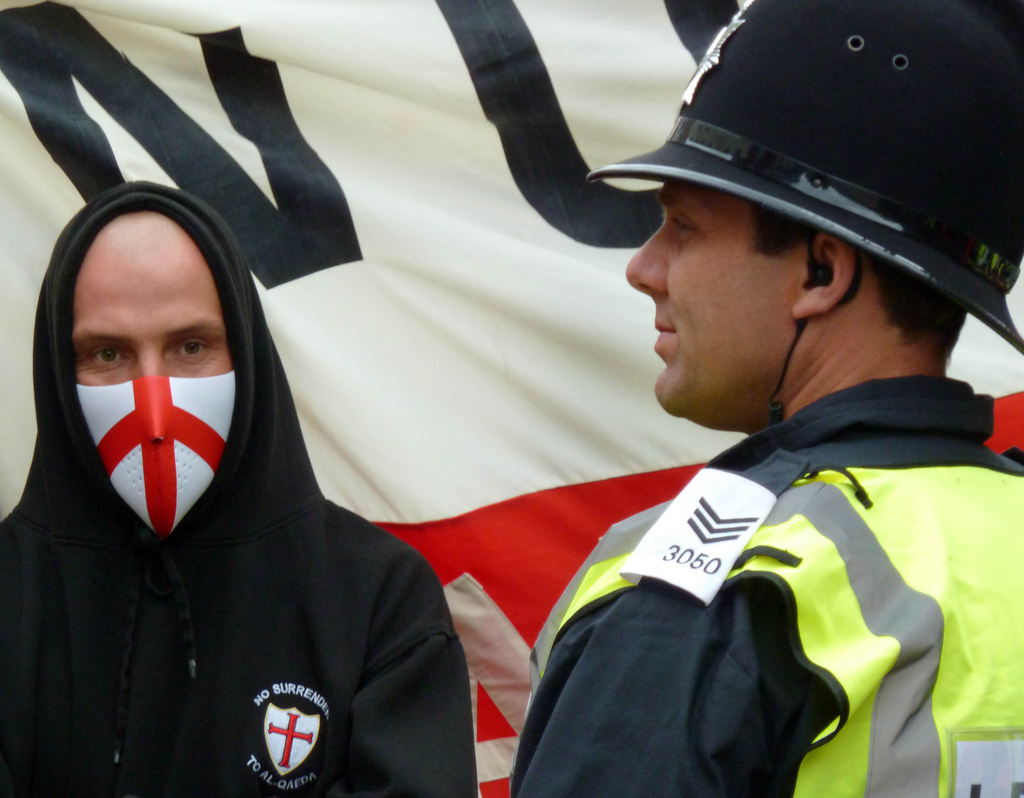
رابطة الدفاع الإنجليزية تنظم مظاهرات ضد الإسلامية، ولكن ينتقدها الأغلبية بأنها تستهدف المسلمين بشكل عام.

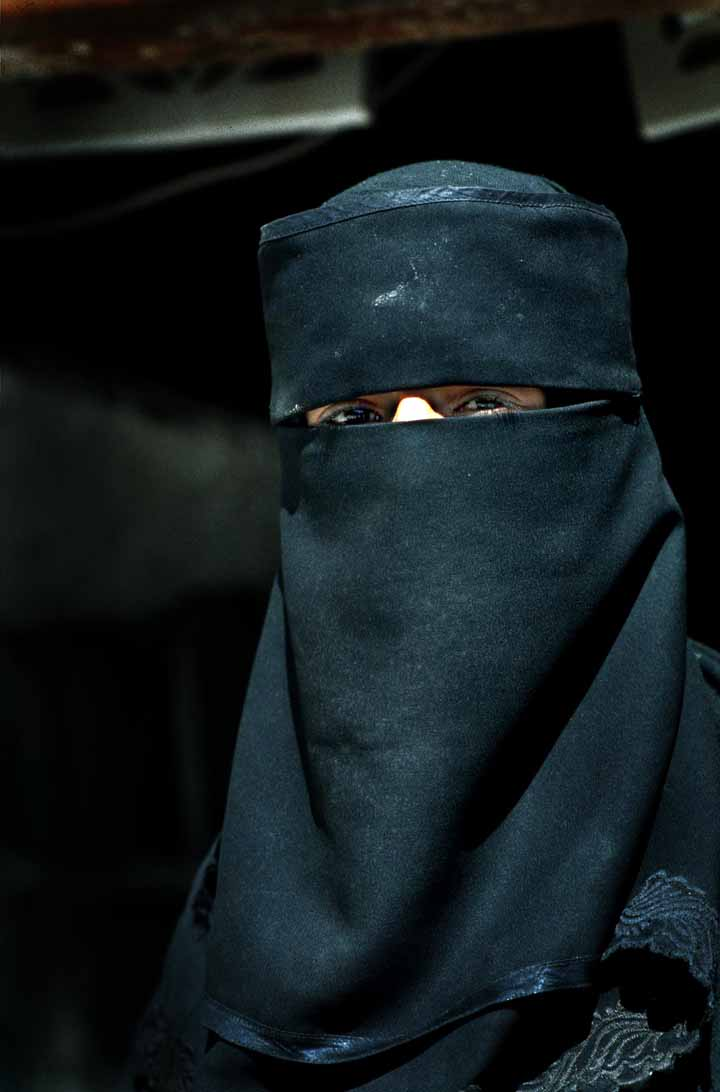
صورة نمطية شائعة يتم تعميمها على المرأة المسلمة في الغرب.

تعرض كتاب مايكل جوف لعام 2006 حول الجذور المفترضة للتطرف الإسلامي للنقد في وقت نشره بسبب «إبداء آراء عدائية واضحة تجاه المسلمين»، وقالت البارونة ورسى مازحة في عام 2018 أن آراء جوف المزعومة للمسلمين من وجهة نظر الإسلام «تطرف» رئيس الوزراء ديفيد كاميرون في انتهاج سياسات إرهابية ضد المسلمين، وأن تحول حزب المحافظين نحو اليمين منذ عام 2010 («توكيد» الحزب) يرجع إلى «جوف».
تعليقات وزير الخارجية السابق بوريس جونسون فيما يتعلق بالتغطية الكاملة للوجه الإسلامي (أي البرقع والنقاب) بعد قرار الدنمارك بحظر أي شخص من ارتداء «لباس يخفي الوجه» في الأماكن العامة -مثل قول أن الناس يرتدونها مثل «علب البريد» و «لصوص البنوك»- تم انتقادهم من قبل لجنة المساواة وحقوق الإنسان رئيسة الوزراء تيريزا ماي، وأدت إلى جونسون في مواجهة تحقيق لمعرفة ما إذا كانت تصريحاته قد خرقت مدونة سلوك المحافظين على الإسلاموفوبيا. واتهم المجلس البلجيكي جونسون «بالتمكين إلى أقصى اليمين» وقال إن التعليقات «مؤسفة بشكل خاص في هذا المناخ الحالي، حيث أصبحت كراهية الإسلام والكراهية المعادية للمسلمين منتشرة بشكل مثير للقلق». أدت تعليقات جونسون على البرقع إلى ترك عدد من رسائل الخوف من الإسلام على صفحته على فيسبوك من قبل أتباعه؛ تضمنت مجموعة من مجموعات الدعم لـ جونسون على Facebook العنصرية «الواسعة الانتشار»، والصور التي تسخر من النساء المسلمات وتدعو إلى حظر الهجرة الإسلامية على غرار حظر سفر ترامب إلى المملكة المتحدة، والتحريض على العنف والقتل ضد المسلمين، والهجمات ضد الإسلام على رئيس بلدية لندن. صادق خان، دعم ليعقوب ريج - موج للتغلب على تيريزا ماي كرئيسة للوزراء (تسمى «موغتيوم»)، ودعم الناشط اليميني المتطرف تومي روبنسون وبعض هذه الجماعات على الفيسبوك تضم «أعضاء مجلس المحافظين، والمسؤولين والوكلاء». ورأى البعض أن تعليقاته جزء من مشاعر يمينية متطرفة واسعة مناهضة للمسلمين في أنحاء أوروبا إضافة إلى مؤامرة مزعومة من قبل الأمريكي الأبيض ستيف بانون للإطاحة بشهر مايو واستبدالها بجونسون كزعيم، وهو ما وصفه سابقا على جونسون للقيام به.
وصف بانون التعليقات على البرقع بأنها «خط الإلقاء» الذي أدى إلى فقدان الرسالة بشكل عام، ووفقًا لصحيفة صنداي تايمز فقد انتقد وزراء الحكومة الأربعة الذين أيدوا جونسون مايو وقيادة الحزب من أجل التحقيق في تعليقاته، ورفض جونسون التعليق أو الاعتذار عن تعليقاته، وبدلاً من ذلك قدم أكواب الشاي للمراسلين طلبًا للتعليق.
في عام 2018 اعتذر النائب المحافظ مايكل فابريانت عن تغريدة صورة فوتوغرافية تصور كاريكاتير بالون لصادق خان (يحاكي بالون ترامب الطفل أثناء زيارة الرئيس إلى المملكة المتحدة) لممارسة الجنس مع خنزير، وقد أدانت الصورة الأمل لا الكراهية، وكذلك البارونة وارسي، وأثار النائب البرلماني عن حزب العمال «فيش ستريتنغ» القضية مع سوط الحكومة الرئيسي، ولم يتم اتخاذ أي إجراء ضد شركة فابريكانت.

## دعوة لإجراء تحقيق مستقل
في مايو 2018، كتب المجلس الإسلامي البريطاني (MCB) إلى رئيس حزب المحافظين براندون لويس، وحث على إجراء تحقيق مستقل في كراهية الإسلام حزب المحافظين، لنشر قائمة من حوادث الخوف من الإسلام و «اعتماد برنامج للتعليم والتدريب» على مكافحة مسلم التحيزات داخل الحزب.  وهذا MCB سرد العديد من الأمثلة على الإسلاموفوبيا المحافظ. كان أبرزهم بوب توريمان وأدرج المجلس أيضا تسع حوادث وقال إن هناك «أكثر من حوادث أسبوعية» للمرشحين المحافظين والممثلين الذين يظهرون تحاملًا معاديًا للمسلمين، وهو ما قال البنك المركزي البريطاني أنه «رأس الجبل الجليدي» للإسلاموفوبيا في حزب المحافظين.
كانت هذه الدعوة مدعومة من البارونة سيدية وارسي، التي اتهمت رئيس حزب المحافظين براندون لويس برد «غير كفؤ» على الشكاوى،  وأضاف أن النائب زاك غولدسميث يجب أن يحصل على «تدريب تنويع إلزامي» بعد محاولته الفاشلة للتغلب على صادق خان ل أصبح عمدة لندن.
في يوليو 2018، كرر مجلس مسلمي بريطانيا دعوته لإجراء تحقيق مستقل واتهم المحافظين بالتغاضي عن مزاعم كراهية الإسلام. البارون محمد الشيخ، محمد أمين (رئيس المنتدى الإسلامي المحافظ) 350 مسجدًا و 11 منظمة مظلة في جميع أنحاء المملكة المتحدة، وزعيم المعارضة جيريمي كوربين  دعا دعوات لإجراء تحقيق مستقل في الإسلاموفوبيا في حزب المحافظين.

## دعم لحكومة أروبان
قال مجلس مسلمي بريطانيا (MCB) إن حزب المحافظين كان يعطي «التعصب تمريرة حرة»، وينظر إلى حقوق الأقليات، بما في ذلك المسلمين، على أنها «مستهلكة كمساعدات من أجل موقف خروج بريطانيا من الحكومة» في أعقاب أعضاء البرلمان الأوروبي المحافظين الذين يدعمون الزعيم الهنغاري اليميني المتطرف، فيكتور أوربان، ضد اقتراح لإدانته في البرلمان الأوروبي. وقالت مصادر محافظة لصحيفة «الإندبندنت» إن المعارضة للتصويت كانت من أجل كسب «النقاط البراقة» من نظام أوربان من أجل جعله أكثر قابلية للصفقة التجارية بعد بريكست. كان المحافظون هم الحزب المحافظ الوحيد الذي يحكم في أوروبا الغربية للتصويت ضد اللوم.
واتهم مجلس نواب اليهود البريطانيين حكومة المحافظين بالدفاع عن "السجل الفظيع" للمجر في "معاداة السامية الحية" وكراهية الإسلام، قائلاً: "إننا نشعر بالقلق الشديد من الرسائل التي تكمن في قلب حملة أوربان الانتخابية، بما في ذلك تعليقاته". "الغزاة المسلمون"، الذين يطلقون على السم المهاجرين، واللا سامية الحية في حملة لا هوادة فيها ضد رجل الأعمال الخيري جورج سوروس ". صوت عضو واحد فقط من أعضاء البرلمان الأوروبي لصالح الحركة (Baroness Mobarik)، مع امتناع عضوين عن التصويت (Charles Tannock and Sajjad Karim).  مجلس مسلمي بريطانيا (MCB) أن حزب المحافظين كان يعطي «التعصب تمريرة حرة»، وينظر إلى حقوق الأقليات، بما في ذلك المسلمون واليهود والمهاجرون على أنهم "مستهلكون كمساعدات للحصول على موقف حكومة بريطانيا Brexit".